# إريك توريس
إريك توريس (بالإسبانية: Erick Torres)‏ (16 مايو 1975 في بيرو - ) هو لاعب كرة قدم بيروفي في مركز الوسط. شارك مع منتخب بيرو لكرة القدم. أما مع النوادي، فقد لعب مع أليانزا ليما ونادي سبورتينغ كريستال واتحاد هوارال وCircolo Sportivo Internazionale San Borja ‏ وسيزار فاليجو ‏ ونادي خوسيه جالفيز ‏ ونادي جامعة كاخاماركا التقنية ‏.

## وصلات خارجية
- إريك توريس على موقع قاعدة بيانات كرة القدم.إي يو (الإنجليزية)
- إريك توريس على موقع ناشيونال فوتبول تيمز (الإنجليزية)